# Zingiber tamii
Zingiber tamii là một loài thực vật có hoa trong họ Gừng. Loài này được Lý Ngọc Sâm và Jana Leong-Škorničková miêu tả khoa học đầu tiên năm 2021.

## Mẫu định danh
Mẫu định danh: Lý Ngọc Sâm, Cao Ngọc Giang, Trương Bá Vương, Lý-1323; thu thập ngày 22 tháng 8 năm 2019, cao độ 927 m, tọa độ 14°37′25,28″B 108°37′8,29″Đ / 14,61667°B 108,61667°Đ, suối Nước Lếch, phân khu 451, rừng bảo tồn Tây Ba Tơ, xã Ba Nam, huyện Ba Tơ, tỉnh Quảng Ngãi, Việt Nam. Mẫu holotype lưu giữ tại Viện Sinh học Nhiệt đới ở TP. Hồ Chí Minh (VNM), mẫu isotype lưu giữ tại Vườn Thực vật Singapore (SING).

## Từ nguyên
Tính từ định danh tamii được đặt theo tên của Trương Quang Tâm, kỹ sư lâm nghiệp tại Viện Sinh học Nhiệt đới.

## Phân bố
Loài này là đặc hữu tỉnh Quảng Ngãi, miền trung Việt Nam. Môi trường sống là gần suối và ở những nơi ẩm ướt và râm mát tại tầng dưới tán của rừng lá rộng nhiệt đới nguyên sinh và thứ sinh ở cao độ 520–930 m.

## Phân loại
Z. tamii được xếp trong tổ Cryptanthium.

## Mô tả
Cây thảo thân rễ cao tới 45–70 cm, tạo thành các cụm nhỏ lỏng lẻo với 2–4 chồi lá rời. Thân rễ phân nhánh, đường kính 0,5–1 cm, vỏ màu ánh đỏ khi non, già chuyển sang màu nâu nhạt, ruột màu trắng kem, mùi thơm nhẹ, phủ một lớp vảy hình tam giác màu ánh đỏ nhạt, dài 2–3 cm, nhẵn nhụi, sớm phân hủy. Các chồi lá cách nhau 1,5–5 cm, hơi cong, tới 9 lá, khoảng 1/3 gốc của thân giả không lá; bẹ không phiến lá 2–3, dài 7,5–19,3 cm, có sọc dọc khó thấy, màu xanh lục ánh đỏ nhạt, phần gốc màu đỏ đến nâu hạt dẻ đậm hơn, thưa lông tơ về phía mép (lông thưa thớt màu trắng); bẹ lá có sọc dọc khó thấy, màu xanh lục sáng đôi khi với ánh xanh lục ánh đỏ, thưa lông tơ về phía mép (lông thưa thớt màu trắng). Lưỡi bẹ 2 thùy, dài 3–5 mm, màu ánh xanh lục, dạng màng, có lông tơ, đỉnh thuôn tròn với lông rung ngắn, khô và sớm phân hủy; cuống lá dài 3–6 cm, gối màu ánh tía, nhẵn nhụi; phiến lá hình elip rộng đến hình trứng ngược-hình elip, 15,8–21,5 × 7,5–9,5 cm, mặt gần trục màu xanh lục, uốn nếp rõ nét, nhẵn nhụi, mặt xa trục nhạt màu hơn, nhẵn nhụi, đỉnh nhọn thon, đáy tù tới thuôn tròn. Cụm hoa 1–2, mọc ở gần gốc của thân giả, dài 10–13 cm, với 1–2 hoa nở cùng một lúc; cuống cụm hoa ẩn hoàn toàn trong lòng đất, dài 5–7,5 cm, được 8–10 lá bắc bao che phủ; các lá bắc bao hình tam giác rộng-hình trứng, đậm ánh màu đỏ tươi đến đỏ sẫm, mặt ngoài thưa lông tơ, lông màu trắng; cành hoa bông thóc hình trứng, 4,5–6,5 × 2,5–3 cm, gồm tối đa 35 lá bắc sinh sản xếp lợp chặt, mỗi lá bắc đỡ 1 hoa; lá bắc hình trứng hẹp, 4,5–4,8 × 1,6–1,8 cm (nhỏ hơn về phía đỉnh cụm hoa), màu đỏ tươi đến đỏ ánh tía, đôi khi có màu kem hoặc ánh xanh lục ở đáy, các lá bắc phía trên có đỉnh màu ánh xanh lục, mặt ngoài có lông tơ, mặt trong nhẵn nhụi, mép thưa lông tơ, hơi cong vào, đỉnh nhọn hẹp; lá bắc con hình trứng, 3,1–3,4 × 1,6–1,7 cm, màu vàng nhạt với phần đỉnh có ánh màu đỏ đến tía, mặt ngoài thưa lông tơ, mặt trong nhẵn nhụi, đỉnh nhọn. Hoa thò ra từ lá bắc, dài 5,5–6,2 cm; đài hoa hình ống, dài 1–1,2 cm, ôm lấy ống tràng ở đáy, màu trắng nửa trong mờ, mặt ngoài có lông tơ mịn, với đường chẻ một bên dài ~9,5 mm, đỉnh 3 răng tù khó thấy; ống tràng hình trụ hẹp, hơi nở rộng ở phần xa, dài 3–3,3 cm, mặt ngoài và mặt trong màu trắng kem ở đáy, đỉnh màu trắng, mặt ngoài thưa lông tơ, mặt trong nhẵn nhụi ở đáy và gần họng thưa lông tơ; thùy tràng lưng hình tam giác-hình trứng, 2,3–2,5 × 0,9–1 cm, màu vàng nhạt với các gân nửa trong mờ, nhẵn nhụi, đỉnh nhọn, với mấu nhọn ngắn chỉ dài ~0,5 mm; các thùy tràng bên hình tam giác hẹp-hình trứng, 2,1–2,3 × 0,64–0,75 cm, màu vàng nhạt với các gân nửa trong mờ, nhẵn nhụi, đỉnh nhọn hẹp; cánh môi hình elip đến hơi hình elip-hình trứng ngược với đỉnh tù, dài 2–2,4 cm, rộng 1,1–1,2 cm ở điểm rộng nhất gần giữa cánh môi (rộng 2,8–3,2 cm khi bao gồm cả các nhị lép bên), màu trắng kem ở đáy, phần còn lại màu tía rất sẫm với các mảng nhỏ màu vàng dọc theo đường trung tâm, mép màu vàng tươi, hơi uốn ngược, từ gợn sóng đến nhăn, nhẵn nhụi; nhị lép bên hình elip-hình trứng ngược với đỉnh tù, 1,7–1,8 × 0,85–1 cm, màu vàng nhạt với các gân nửa trong mờ, hợp sinh với cánh môi ở 1/2 đáy, mép hơi uốn ngược, hơi gợn sóng, nhẵn nhụi; nhị dài 1,6–1,65 cm; chỉ nhị ~2 × 2 mm, màu kem, thưa lông tuyến ngắn; bao phấn dài 1,2–1,3 cm (mào không kéo thẳng), rộng 3–3,5 mm, mô liên kết màu trắng kem ở đáy, đỉnh màu vàng nhạt, nhẵn nhụi; mô vỏ bao phấn dài 1-1,1 cm, nứt dọc theo toàn bộ chiều dài; mào bao phấn 1,1–1,2 cm (kéo thẳng), màu vàng tươi ở đáy, phần còn lại màu tía đen, nhẵn nhụi. Tuyến trên bầu 2, hình dùi, dài 2–2,5 mm, đường kính ~0,5 mm ở đáy, màu trắng kem. Bầu nhụy hình trụ, 4,5–6,5 × 3,5–4 mm, màu trắng kem, có lông tơ (lông màu gỉ sắt), 3 ngăn, noãn đính trụ; vòi nhụy màu trắng, nhẵn nhụi; đầu nhụy hơi dày hơn vòi nhụy, màu trắng, lỗ nhỏ có lông rung. Không thấy quả. Ra hoa tháng 8-9. Không quan sát thấy ra quả, nhưng được cho là xảy ra vào tháng 10-11.
Tương tự như Z. vuquangense bởi sự giống nhau tổng thể ở các chồi lá bao gồm các phiến lá hình elip rộng có cuống rõ nét và uốn nếp rõ nét; nhưng khác ở chỗ kích thước tổng thể nhỏ hơn 0,5–0,7 m, lưỡi bẹ ngắn hơn dài 3–5 mm, các phiến lá nhỏ hơn, 15,8–21,5 × 7,5–9,5 cm, mặt xa trục nhẵn nhụi, lá bắc hình trứng hẹp, đài hoa ngắn hơn, dài 1–1,2 cm, các thùy tràng hoa màu vàng nhạt và mặt ngoài thưa lông tơ mịn, các nhị lép bên màu vàng nhạt và cánh môi hình trứng đến hình elip-hình trứng màu tía rất sẫm với các vết nhỏ màu vàng và mép màu vàng; so với kích thước lớn hơn 1,2–1,8 m, lưỡi bẹ dài 12–30 mm, các phiến lá lớn hơn 26–50,8 × 9–14,7 cm, mặt xa trục rậm lông tơ dọc theo gân giữa, lá bắc thuôn dài đến hình chùy, đài hoa dài hơn, dài 1,7–1,8 cm, các thùy tràng hoa màu vàng tươi và nhẵn nhụi, các nhị lép bên màu vàng với đỉnh màu tía ánh hồng và cánh môi hình trứng ngược màu tía-hồng với các đốm màu vàng nhạt ở Z. vuquangense.
Cụm hoa và hình dạng hoa của Z. tamii cũng giống Z. lecongkietii, được mô tả theo mẫu thu thập ở Tây Nguyên, Việt Nam (tỉnh Kon Tum), nhưng có thể dễ dàng phân biệt bằng chồi lá gồm 8-9 lá, mỗi lá với cuống lá dài 3–6 cm, phiến lá hình elip rộng đến hình trứng ngược-hình elip, uốn nép rõ nét so với chồi lá gồm tới 20 lá, mỗi lá có cuống lá ngắn đến 1,2 cm, phiến lá hình trứng hẹp và nhẵn bóng.